# Згорнє Градище
Згорнє Градище (словен. Zgornje Gradišče) — поселення в общині Шентиль, Подравський регіон‎, Словенія.